# Berhet
Berhet (bret. Berc'hed) – miejscowość i gmina we Francji, w regionie Bretania, w departamencie Côtes-d’Armor.
Według danych na rok 1990 gminę zamieszkiwało 217 osób, a gęstość zaludnienia wynosiła 67 osób/km² (wśród 1269 gmin Bretanii Berhet plasuje się na 986. miejscu pod względem liczby ludności, natomiast pod względem powierzchni na miejscu 1066.).